# Глория Деа
Глория Деа (англ. Gloria Dea, урождённая Метцнер (англ. Metzner), 25 августа 1922 года, Окленд, Калифорния, США — 18 марта 2023 года, Лас-Вегас, Невада, США) — американская актриса.
Известна как первый фокусник, выступивший в Лас-Вегасе, а также съёмками в фильмах во время Золотого века Голливуда.

## Биография
Глория Метцнер родилась в Окленде, штат Калифорния, 25 августа 1922 года в семье Марты (урождённой Хейман) и Лео Метцнеров. Во время Первой мировой войны отец служил в 363-м пехотном полку 91-й дивизии, затем вернулся домой и стал продавцом красок и владельцем сети магазинов красок. Он также выступал как фокусник в местных залах под сценическим псевдонимом «Великий Лев».
Глория Метцнер начала показывать номера в возрасте четырёх лет и к семи годам была отмечена как «самый молодой работающий фокусник в мире». Она специализировалась на номере «Кролик в шляпе», в которого задействовала двух своих домашних морских свинок и голубя. В 11 лет она была одним из самых молодых членов Ассоциации магов Тихоокеанского побережья, а в 12 лет получила награду ассоциации за лучшую работу с домашним скотом на соревнованиях. Метцнер показывала фокусы в Эль-Ранчо-Вегасе 14 мая 1941 года, став первым фокусником, выступившим на Лас-Вегас-Стрип.
Завершив карьеру в шоу-магии, переехала в Южную Калифорнию и стала киноактрисой, снималась в голливудских фильмах с середины 1940-х до конца 1950-х годов, взяв сценический псевдоним Глория Деа. Большую часть этого времени работала по контракту с Columbia Pictures. Во время съёмок фильма 1944 года «Восхитительно опасна», в котором Деа исполнила роль танцовщицы, продюсер Чарльз Р. Роджерс объявил двадцатиминутный перерыв, чтобы Деа могла выйти замуж за своего жениха, руководителя оркестра Джека Стэтхэма. Раньше пара не могла пожениться из-за несовпадения графиков работы. К марту 1945 года Ди и Стэтхэм расстались. Второй брак Деа был с Хэлом Борном, известным аккомпаниатором Фреда Астера. Они поженились в Лос-Анджелесе в апреле 1946 года. В 1952 году Деа сыграла свою самую известную роль — роль принцессы Фа в фильме 1952 года «Король Конго», в котором она снялась вместе с Бастером Крэббом. Среди других её работ — съёмки в фильмах «Мексикана» (1945) и «План 9 из космоса» (1957).
В 1954 году Деа представляла Американскую гильдию артистов эстрады в качестве члена учредительного совета Координационного совета труда Сан-Фернандо, объединённого профсоюзного союза долины Сан-Фернандо, который существовал до слияния Американской федерации труда и Конгресса производственных профсоюзов США. Честь создания Совета принадлежит Джеку Шулему из Международного типографского союза. В 1956 году они поженились, и актриса использовала имя Глория Деа Шулем, продолжая работать в совете директоров.
Пара жила в Бербанке, Калифорния, в доме, стены которого Деа украсила изображениями греческих богов, нарисованными углем, масляной краской и сусальным золотом. Шторы дома были покрыты рисунками и наклеенными на них бусами. Помимо актёрского труда и искусства, Деа принимала активное участие в общественных организациях Бербанка, занимала руководящие должности в ряде сионистских организаций Америки («Хадасса», Бней-Брит), куда часто сопровождала свою мать. Деа была избрана президентом Бербанкской Хадассы в 1957 году и в 1964 году получила награду за заслуги от Женского совета.
Умерла от ишемической болезни сердца в 6:35 утра в субботу, 18 марта 2023 года, в Лас-Вегасе и похоронена там же.

## Галерея

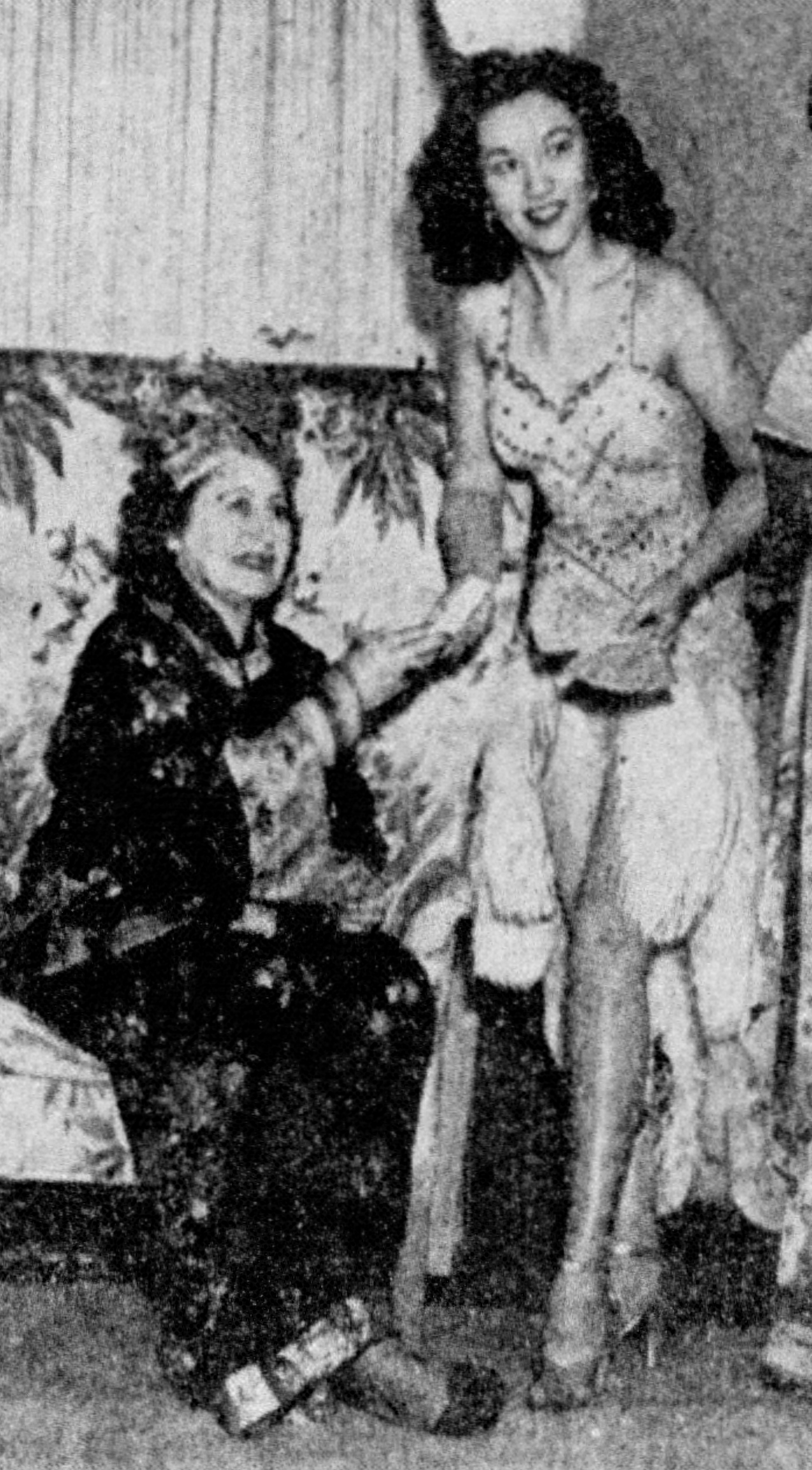
С матерью, Мартой Дэй (слева), на костюмированной вечеринке в пользу Хадассы. 1952.
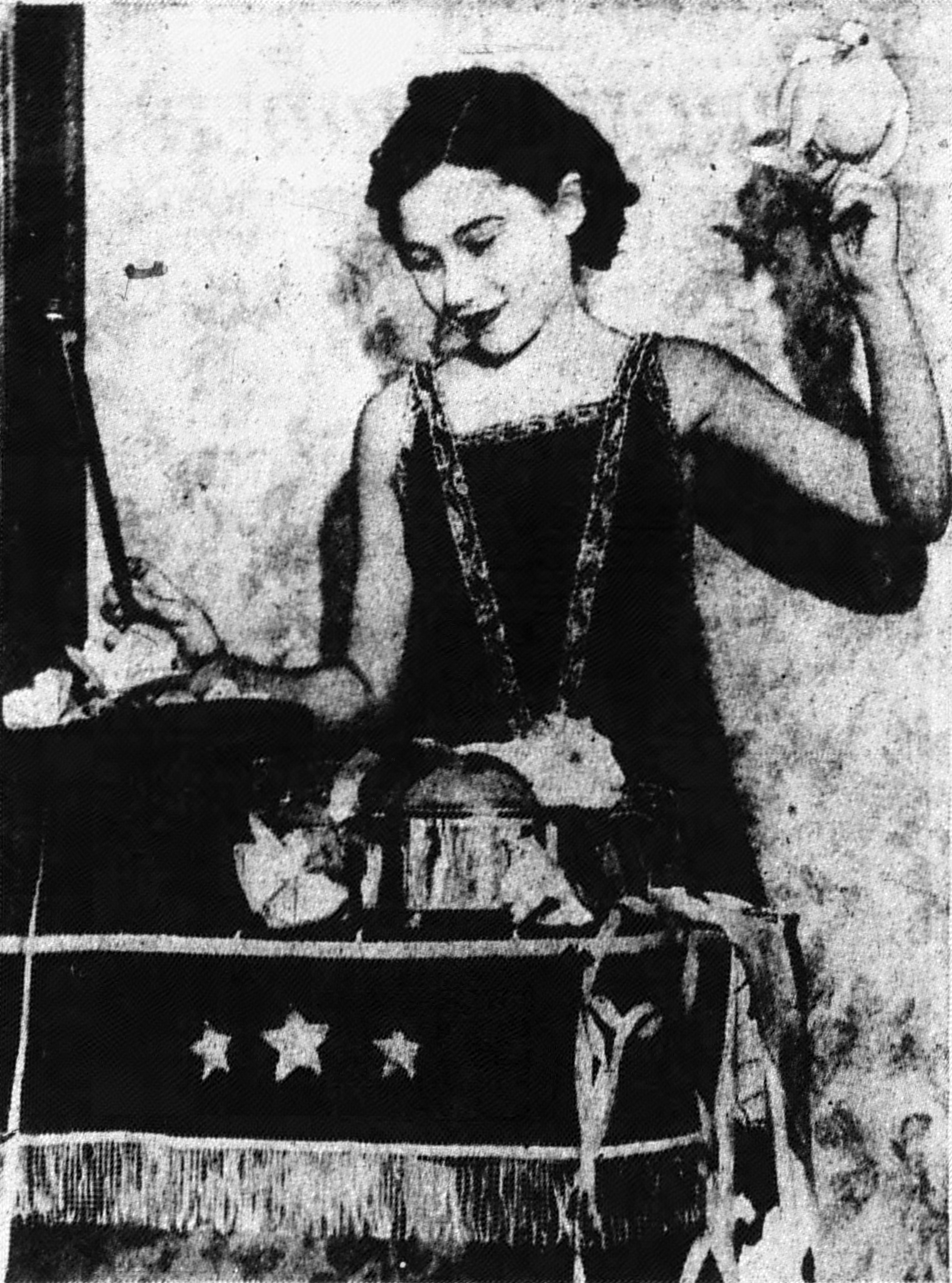
Выступает Глория Метцнер. 1934.
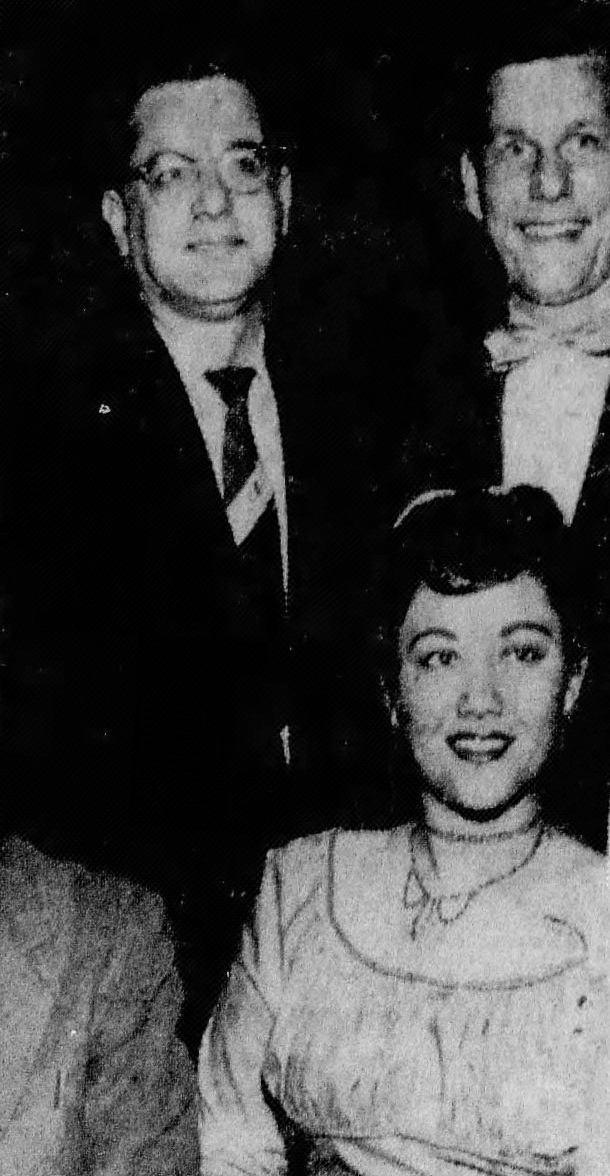
С мужем, Джеком Шулемом (слева). 1956.

## Фильмография
- 1959 План 9 из открытого космоса
- 1956 Вокруг света за 80 дней
- 1955 Морская погоня
- 1955 Блудный сын
- 1945 Я буду помнить апрель
- 1944 История доктора Уосселла